# NGC 3119
NGC 3119 je galaksija u zviježđu Lavu.

## Vanjske poveznice
- SEDS: NGC 3119